# Ель-Джубейга
Ель-Джубейга (араб. الجبيهة) — місто на північному заході Йорданії, входить до складу мухафази Амман. Адміністративний центр однойменної центр ногії.

## Географія
Місто розташоване у північній частині країни, за 8 км на північний захід від центру столиці Амману, та є його передмістям.

## Клімат
У місті напівпустельний клімат.
| Кліматограма Ель-Джубейга                                                                      | Кліматограма Ель-Джубейга | Кліматограма Ель-Джубейга | Кліматограма Ель-Джубейга | Кліматограма Ель-Джубейга | Кліматограма Ель-Джубейга | Кліматограма Ель-Джубейга | Кліматограма Ель-Джубейга | Кліматограма Ель-Джубейга | Кліматограма Ель-Джубейга | Кліматограма Ель-Джубейга | Кліматограма Ель-Джубейга |
| ---------------------------------------------------------------------------------------------- | ------------------------- | ------------------------- | ------------------------- | ------------------------- | ------------------------- | ------------------------- | ------------------------- | ------------------------- | ------------------------- | ------------------------- | ------------------------- |
| С                                                                                              | Л                         | Б                         | К                         | Т                         | Ч                         | Л                         | С                         | В                         | Ж                         | Л                         | Г                         |
| 81 11 5                                                                                        | 54 15 6                   | 54 21 8                   | 10 27 11                  | 14 35 16                  | 1 41 21                   | 1 42 23                   | 1 41 23                   | 1 37 19                   | 7 31 15                   | 44 21 10                  | 51 14 5                   |
| Середня макс. і мін. температури повітря (°C) Атмосферні опади (мм), за рік : 319 мм. Джерело: |                           |                           |                           |                           |                           |                           |                           |                           |                           |                           |                           |

## Населення
За даними перепису 2015 року чисельність населення становила 197 160 осіб.
| 1994   | 2004   | 2008   | 2013    | 2015    |
| ------ | ------ | ------ | ------- | ------- |
| 37 421 | 61 949 | 80 542 | 108 432 | 197 160 |